# Чатахучи Хилс (Џорџија)
Чатахучи Хилс (Џорџија) (енгл. Chattahoochee Hills) град је у америчкој савезној држави Џорџија. По попису становништва из 2010. у њему је живело 2.378 становника.

## Демографија
Према попису становништва из 2010. у граду је живело 2.378 становника.
| Група             | 2000.  | 2010.         |
| Белци             | . (.%) | 1.562 (65,7%) |
| Афроамериканци    | . (.%) | 665 (28,0%)   |
| Азијати           | . (.%) | 7 (0,3%)      |
| Хиспаноамериканци | . (.%) | 132 (5,6%)    |
| Укупно            | .      | 2.378         |